# فرد (لاعب كرة قدم برازيلي)
فرد (بالبرتغالية: Frederico Burgel Xavier‏) (15 يناير 1986 في البرازيل - ) هو لاعب كرة قدم برازيلي في مركز الدفاع. لعب مع ستاندارد لييج وغريميو بورتو أليغرينزي ونادي أفاي لكرة القدم ونادي إنترناسيونال ونادي جوفنتودي ونادي ساو كايتانو ونادي غوياس ونادي فيغورينسي وفيربرودرينغ دندر إندرخت هكلغام ‏ ونادي كاشياس دو سول ونادي نوفو هامبورغو.

## وصلات خارجية
- فرد (لاعب كرة قدم برازيلي) على موقع قاعدة بيانات كرة القدم.إي يو (الإنجليزية)
- فرد (لاعب كرة قدم برازيلي) على موقع Soccerway.com (الإنجليزية)
- فرد (لاعب كرة قدم برازيلي) على موقع عالم كرة القدم.نت (الإنجليزية)